# Xanthopan morgani
Xanthopan morgani là một loài bướm đại bàng lớn từ Tây Phi (Rhodesia, Nyasaland) và Madagascar. Nó là loài duy nhất của chi, người ta tin rằng ấu trùng ăn Uvaria.

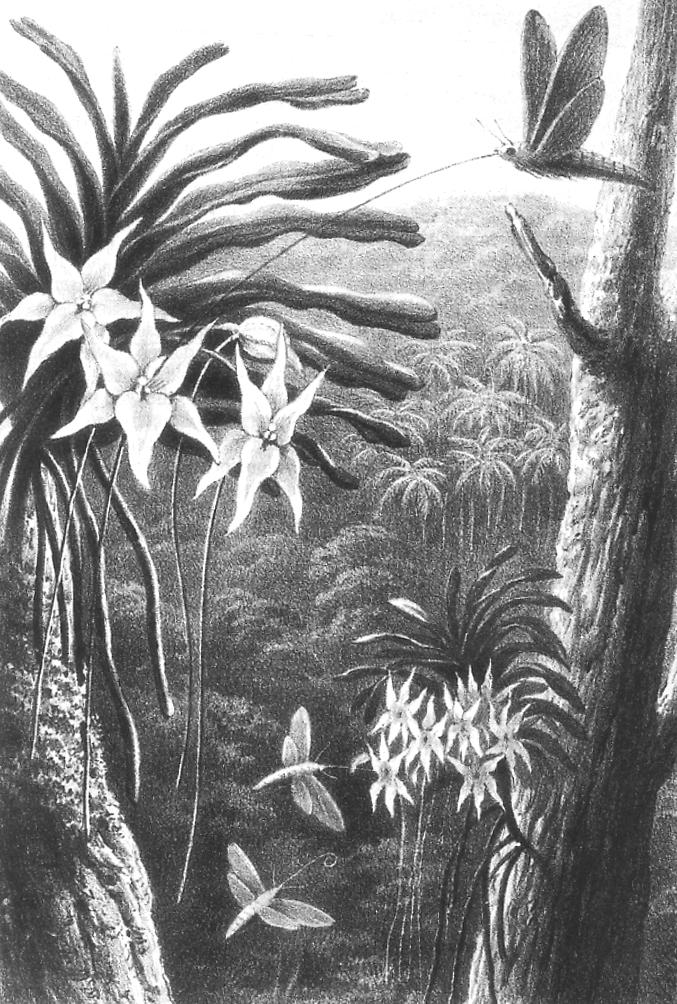
In 1867 Alfred Russel Wallace made predictions supporting Darwin's surmise.